# 東京ディズニーリゾート・トイ・ストーリーホテル
東京ディズニーリゾート・トイ・ストーリーホテル（とうきょうディズニーリゾート・トイ・ストーリーホテル、Tokyo Disney Resort Toy Story Hotel）は、千葉県浦安市舞浜にあるホテルで、ディズニーホテルの一つ。ディズニー&ピクサー映画の「トイ・ストーリー」シリーズをテーマとしている。2022年4月5日に開業した。

## 概要
日本国内で5番目のディズニーホテル。2005年に閉鎖された東京ベイNKホールの跡地をオリエンタルランドが買い取り、2018年11月28日に開発計画が、2021年4月6日に正式名称が発表された。ディズニーホテルには「デラックスタイプ」と「バリュータイプ」の2つのホテルタイプが設定されていたが、本ホテルの開業に伴い中間の「モデレートタイプ」が新たに設定された。総投資額は約315億円。
客室は全てスタンダードタイプに統一し、付帯施設をレストランなど宿泊に必要な設備に絞ることで価格帯を抑えている。外観やエントランス、ロビー、客室などはおもちゃで作られたようなデザインとなっており、様々な場所でおもちゃの世界を感じられるようになっている。

## ストーリー
アンディは自宅の裏庭でウッディ、バズ・ライトイヤーなど自分のおもちゃが住めるおもちゃタワーを作る壮大なプロジェクトに取り掛かる。アンディが母親に呼ばれ家に戻ると、おもちゃたちはタワーの建設を引き継ぎ、世界中のおもちゃたちのためのホテルとして完成させた。

## ホテル内施設
レストランおよびショップはフロント・ロビーと同じ2階に所在している。

### レストラン
- ロッツォ・ガーデンカフェ
ロッツォをモチーフにしたブッフェレストランで、朝食および夕食を提供する。
プライオリティ・シーティング対象。

### ショップ
- ギフト・プラネット
東京ディズニーリゾートの商品やホテルオリジナルグッズを取り扱う。
- ショップ・トゥギャザー
日用品を販売しているドラッグストア。

### 広場
- スリンキー・ドッグパーク
エントランス前に所在する広場。ゲームボードをモチーフとしている。
- トイフレンズ・スクエア
トイ・ストーリーシリーズの様々なキャラクター像が立ち並ぶ中庭。